# انرژی در کره شمالی

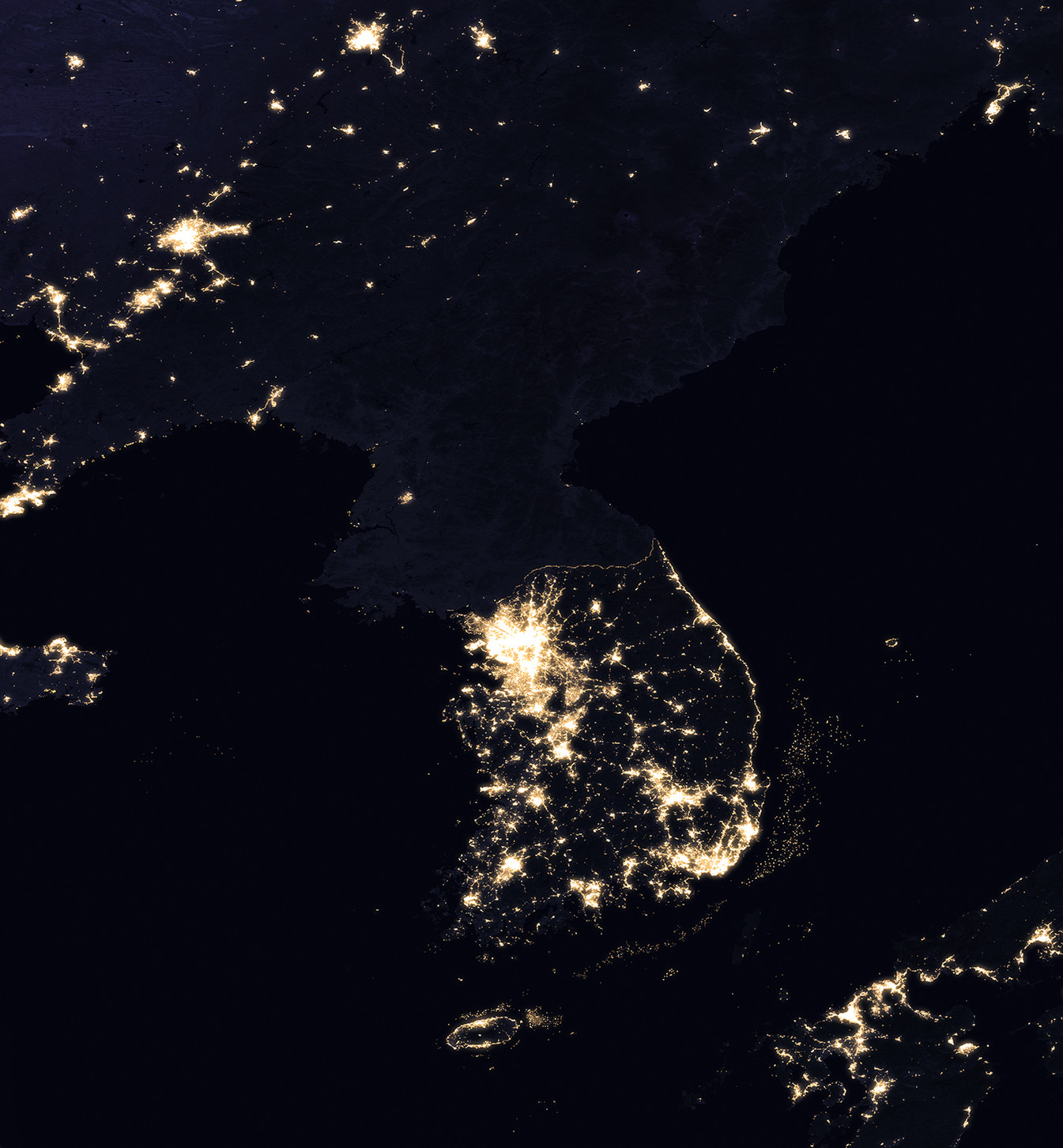
تصویری از شبه جزیره کره در شب که نشان می‌دهد کره شمالی به دلیل کمبود برق تقریباً در تاریکی کامل است.

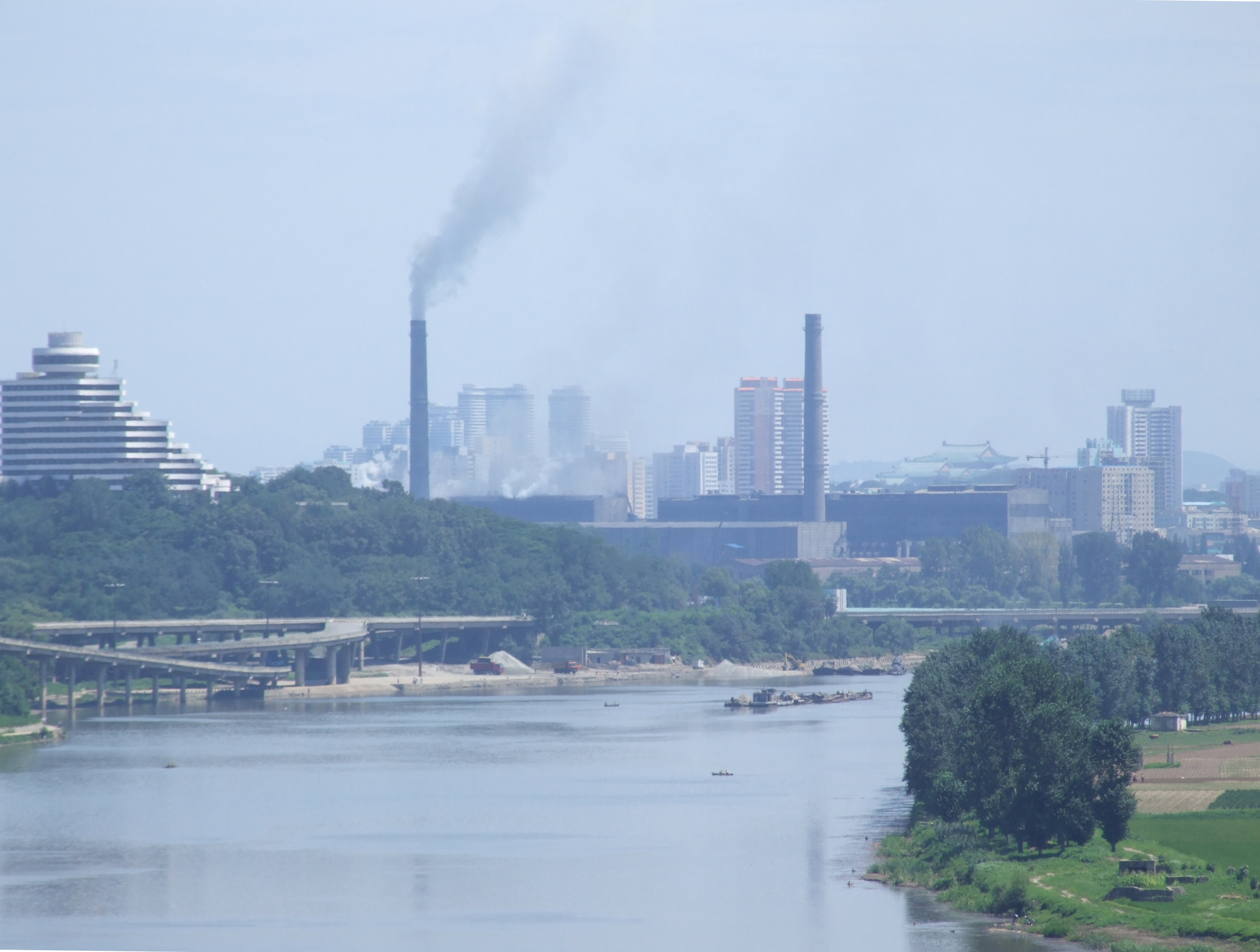
نیروگاه حرارتی پیونگچون برای مرکز پیونگ یانگ برق تولید می‌کند.

کره شمالی صادرکننده خالص انرژی است. مصرف انرژی اولیه در کره شمالی ۲۲۴ تراوات ساعت و ۹ تراوات ساعت به ازای هر میلیون نفر در سال ۲۰۰۹ بود. پس از اجرای طرح‌هایی که کیم جونگ ایل برای ساخت نیروگاه‌های برق آبی بزرگ در سراسر کشور به همراه داشت، منابع اصلی انرژی این کشور، آب و زغال سنگ است.
بر اساس گزارش بانک جهانی، در سال ۲۰۲۱، ۵۲٫۶۳ درصد از جمعیت کره شمالی به برق دسترسی داشتند. بسیاری از خانوارها به دلیل اولویت دادن به کارخانه‌های تولیدی، به ۲ ساعت برق در روز محدود شده‌اند.
کره شمالی به انرژی آبی متکی است که در فصل زمستان، زمانی که بارندگی کم است و یخ مانع از جریان رودخانه‌ها می‌شود، به کمبود انرژی منجر می‌شود.
کره شمالی نفت خام را از خط لوله ای وارد می‌کند که منشأ آن از داندونگ چین است. نفت خام در کارخانه شیمیایی پونگ‌وا در شینیجو پالایش می‌شود. همچنین کره شمالی یک پالایشگاه نفت کوچکتر به نام پالایشگاه Sŭngri در مرز روسیه دارد. این کشور توانسته بود نفت چین و اتحاد جماهیر شوروی را با قیمتی کمتر از بازار وارد کند، اما با پایان جنگ سرد، این معاملات تمدید نشد و منجر به افزایش انفجاری قیمت نفت برای پیونگ یانگ و کاهش واردات شد.
کره شمالی سوخت جت، گازوئیل و بنزین را از دو پالایشگاه در دالیان چین که به بندر نامپو کره شمالی می‌رسند وارد می‌کند.